# Диърборн (окръг, Индиана)
Окръг Диърборн (на английски: Dearborn County) е окръг в щата Индиана, Съединени американски щати. Площта му е 795 km², а населението е 50 679 души (1 април 2020). Административен център е град Лорънсбърг.